# January Poźniak
January Krzywkowicz Poźniak herbu Przestrzał (ur. 1809 w Hoczwi, zm. 9 kwietnia 1883 we Lwowie) – polski sędzia, poeta.

## Życiorys
January Poźniak urodził się w 1809 na ziemi sanockiej w Hoczwi. Był jednym z pięciorga dzieci Grzegorza Feliksa Marka de Krziwkowicz Poźniaka herbu Przestrzał (zm. 1851 w Nowotańcu) i Marianny Katarzyny Bobrowicz Sas-Jaworskiej, córki hrabiego Aleksandra Jaworskiego herbu Sas. Dzieciństwo spędził w rodzinnym majątku w Nowotańcu (po latach wspominał urocza to kraina, gdzie rodzice moi majętność ziemską posiadali). Z czasem majątek rodziców popadł w zadłużenie.
Ukończył gimnazjum we Lwowie. Podjął studia na Uniwersytecie Franciszkańskim we Lwowie, początkowo na Wydziale Filozoficznym, stanowiące kurs wstępny do innych studiów, ostatecznie wybrał prawo na Wydziale Prawa i Umiejętności Politycznych.

### Praca zawodowa
Wobec trudności finansowych rodziny już podczas studiów był zmuszony podjąć pracę zarobkową pracując w kancelarii adwokackiej. Po ukończeniu prawa, mimo rozterek wstąpił do służby sądowniczej Cesarstwa Austrii na obszarze zaboru austriackiego. Początkowo pracował w C.K. Sądzie Kryminalnym we Lwowie, gdzie od około 1834 był akcesistą, a od około 1837 do około 1847 kancelistą. Następnie został przeniesiony do C.K. Sądu Kryminalnego w Samborze, gdzie od około 1847 do około 1855 był aktuariuszem, w tym jednocześnie od około 1851 dodatkowo pełnił funkcję referenta pomocniczego. W 1848 został oskarżony przez prezesa sądu karnego w Samborze, Antoniego Liśkiewicza, o to, że mimo zakazu apelacyjnego nosił orzełka polskiego na czapce gwardzisty, który złożył wniosek do C.K. Ministerstwa Sprawiedliwości w Wiedniu o usunięcie go z urzędu, po czym minister Bach pochwalił postępowanie Poźniaka w zakresie niepodporządkowania się nakazowi apelacji (następnie ogłoszono urzędowe odwołanie ww. zakazu noszenia orzełka polskiego).
Od 1855 do około 1857 był radcą C.K. Sądu Obwodowego w Stanisławowie. Równolegle, od około 1856 był ławnikiem w C.K. Sądzie Wyrokującym w Stanisławowie. Od 1857 do około 1866 był radcą C.K. Sądu Krajowego we Lwowie. Równolegle w tym okresie pełnił funkcję zastępcy ławnika w C.K. Sądzie Wyrokującym we Lwowie. Następnie, w charakterze radcy wyższego sądu krajowego od około 1866 do około 1870 był stały członkiem (wzmocnionej) komisji krajowej z grona c. k. sędziów, działającej w strukturze C.K. Komisji Krajowej dla Spraw Odkupu i Uporządkowania Ciężarów Gruntowych. Po nastaniu Austro-Węgier od około 1867 do około 1870 był radcą w C.K. Wyższym Sądzie Krajowym we Lwowie. Był współinicjatorem spolszczenia sądownictwa w Galicji.
Po wprowadzeniu autonomii galicyjskiej od około 1870 był prezydentem C.K. Sądu Obwodowego w Złoczowie. Postanowieniem z 18 października 1874 cesarz Franciszek Józef I, przy okazji przeniesienia Januarego Poźniaka w stały stan spoczynku, wyraził najwyższe zadowolenie za jego obowiązkową służbę.
Około 1873 otrzymał honorowe obywatelstwo miasta Złoczowa. Zamieszkiwał w domu nr 14 przy rynku we Lwowie. Zmarł 9 kwietnia 1883 we Lwowie w wieku 73 lat. Został pochowany na Cmentarzu Łyczakowskim we Lwowie.

### Twórczość literacka
Zaprzyjaźnił się z Wincentym Polem, którego twórczość cenił i dla którego był protektorem. Dzięki temu był częstym gościem w Mostkach pod Lwowem u wuja Pola – Józefa Ziętkiewicza. W 1838 ożenił się z jedną z jego córek Agnieszką Ziętkiewicz. Miał z nią dwóch synów: Władysława i Tadeusza. Dzięki Polowi poznał także inne zaprzyjaźnione z nim rodziny w Bieszczadach, z Janem Kantym Podoleckim w Rzepedzi na czele.
W latach młodzieńczych pisał pieśni, które prezentował swoim znajomym. Na emeryturze poświęcił się w pełni pracy piśmienniczej. Pisane od młodości wiersze zaczął wydawać pod koniec życia. Zadebiutował zbiorem pieśni pt. Pisny z dawnych lit, napisanych w języku ruskim i zapisanych w alfabecie łacińskim. W 1883 wydano dwa tomiki wierszy. Cały dochód ze sprzedaży tomiku wierszy pt. Pieśni z lat młodych i pieśni starca (wydanego w 1883) jeszcze w 1882 polecił przekazać na rzecz Macierzy Polskiej we Lwowie. 400 egzemplarzy tego wydawnictwa oddał do dyspozycji tejże organizacji, która następnie wraz z innymi dziełami Poźniaka skierowała je do sprzedaży w księgarni Wydawnictwa „Gubrynowicz i Schmidt”.
Wśród współczesnych sobie January Poźniak uchodził za krzewiciela języka polskiego w czasach germanizacji pod zaborem. W zbiorze: Szkice o kulturze muzycznej XIX wieku, t. 4. w swoich wierszach był Poźniak pojętnym uczniem gawędowej i pejzażowej poezji Wincentego Pola oraz korzystał z ludowej pieśni ukraińskiej Józefa Bohdana Zaleskiego. W młodych latach nieobcą mu również była satyra społeczna. Ostrzegał praca zbawi, a nie cud (tytuł utworu) w 1832. Pisał pod pseudonimem „J.P.” oraz „J. Pokrzywkowicz”. O jego osobie wspominał Karol Estreicher w pracy pt. Wincenty Pol, jego młodość i jego otoczenie (w: „Przewodnik Naukowo-Literacki” z ok. 1881). We wspomnieniu pośmiertnym w „Gazecie Lwowskiej”, przedrukowanym na łamach „Przeglądu Sądowego i Administracyjnego”, podano, że January Poźniak – mimo że pisarstwo nie było jego głównym zawodem – był jednym z uczestników literackiego ruchu, określonego jako rodzaj galicyjskiego Sturm und Drang.
Janusz Szuber określił Januarego Poźniaka mianem epigona romantyzmu. W jego opinii Poźniak, obok Wincentego Pola, Jana Kantego Podoleckiego, z którymi się przyjaźnił, i Zygmunta Kaczkowskiego dokonał dla nas, sanoczan, rzeczy ważnej – wprowadził ukochaną przez siebie, traktowaną w kategoriach arkadii Ziemię Sanocką do literatury doby romantyzmu i na miarę swoich umiejętności i możliwości wykreował ją jako uczestniczkę ówczesnych prądów myślowych i artystycznych. Janusz Szuber napisał wiersze: pt. January Poźniak, wydany w tomikach poezji pt. Okrągłe oko pogody z 2000, pt. Tam, gdzie niedźwiedzie piwo warzą z 2004 i pt. Pianie kogutów z 2008 oraz Ale zima minie, opublikowany w tomiku poezji pt. Wpis do ksiąg wieczystych z 2009.

## Publikacje
- Elegia na śmierć Ignacego Pollaka. Doktora Filozofii przy Lwowskiéy Wszechnicy Literatury klassycznéy, Estetyki, Paetagogii, wysłużonego Dziekana wydziału Filozofii (1825, Lwów)
- Żal nad skonem Mikołaja Manowardy, ucznia II. klassy humaniorów (1826, Lwów)
- Pisny z dawnych lit (1877, Lwów)[32]
- Pieśni z dawnych lat co przebrzmiały (1882, rękopis)
- Ziarnka kąkolu (1883, rękopis)
- Pieśni z lat młodych i pieśni starca (1883, Lwów)[1][4][5][33]
- Pierwiosnki z przed lat przeszło pięćdziesięciu (1883, Lwów)[34][35][4]
- Zasłuchane w Sanu szumie. Wybór wierszy (2008, Sanok)[5]

## Adaptacja
W 2025 ukazało się audiobook pt. Pieśni z lat młodych: Lwów 1883, stanowiący adaptację twórczości Januarego .